# Cimon
Pour les articles homonymes, voir Cimon (homonymie).
Cimon (en grec ancien : Κίμων), né vers 510 av. J.-C. à Athènes et mort vers 450 av. J.-C. devant Cition, est un homme d'État et stratège athénien. Il joue un rôle central dans la fondation de l'empire athénien après les guerres médiques. Chef du parti aristocratique, et favorable à une alliance avec Sparte, il s'oppose à la politique de Thémistocle et Périclès. En tant que stratège, il remporte une brillante victoire navale et terrestre contre les Perses à l'embouchure de l'Eurymédon.

## Biographie

### Origine et débuts
Membre de la famille des Philaïdes, il est le fils de Miltiade et d'une Thrace nommée Hégésipyle, fille du roi thrace Oloros. Il appartient donc à l'une des plus grandes familles aristocratiques d'Athènes. Selon Stésimbrote de Thasos, à peu près contemporain de Cimon, il ne connaissait ni la musique ni aucune autre science. Après une jeunesse tapageuse, où Cimon traîne une réputation de buveur et de débauché, il se distingue à Salamine et entame sa carrière politique peu après 480. Sa sœur est l'épouse de Thucydide d'Alopèce.

### Carrière politique et militaire
Il est suffisamment important en 479 pour faire partie de l'ambassade qu'Athènes envoya à Sparte.
Stratège à plusieurs reprises, pour la première fois en 478, Cimon dispose à la fois du soutien populaire mais aussi de l'appui des grandes familles nobles dont le poids demeure important dans les campagnes. Ce soutien est dû, selon Aristote dans la Constitution d'Athènes, à ses largesses, comparables à celles d'un patron romain à l'égard de ses clients : 

« Cimon, qui avait une fortune princière, d'abord s'acquittait magnifiquement des liturgies publiques et de plus entretenait beaucoup de gens de son dème : chacun des Laciades pouvait venir chaque jour le trouver et obtenir de lui de quoi suffire à son existence ; en outre, aucune de ses propriétés n'avait de clôture, afin que qui voulait pût profiter des fruits. »

Partisan du développement de l'empire athénien, il n'estime pas nécessaire la rupture avec Sparte. Il pense au contraire que l'alliance spartiate peut contrebalancer le développement des idées démocratiques auxquelles il est hostile. C'est en cela qu'il s'oppose à Thémistocle. Il aide Aristide le Juste à obtenir le soutien des Grecs d'Asie Mineure et des îles à Athènes plutôt qu'à Sparte, et commande la plupart des opérations militaires de la ligue de Délos de 477 à 473.
En 477, il oblige Pausanias à quitter Byzance et s'empare de la forteresse perse d'Eion. En 475, il conquiert successivement la vallée du Strymon en Thrace et l'île de Scyros, dont il chasse les pirates qui rançonnent la mer Égée. Il rapporte également les ossements supposés de Thésée, le roi mythique d'Athènes, que l'on disait inhumé à Scyros,. Il contribue, vers 472–471 à l'ostracisme de Thémistocle, et devient le chef du parti aristocratique à la mort d'Aristide en 467. Sa popularité est, à ce moment, à son comble à Athènes où ses largesses, ses excès et son humanité sont appréciés, il devint d'ailleurs à ce moment-là l'homme le plus populaire et influent de la Grèce antique.
Au-delà de toutes ses conquêtes militaires, il était considéré comme un guerrier avide de vivre, « l'homme qui embrassait et qui tuait avec le même enthousiasme ». Il tenait chaque jour table ouverte pour les pauvres. Il récompensait d'ailleurs les citoyens honorables mais pauvres par des distributions d'argent et de vêtements donnés par ses serviteurs dès qu'il se promenait en ville. Théophraste dit que Cimon pratiquait aussi l'hospitalité envers ses compatriotes de dème : il avait institué cette règle que tout dans sa maison de campagne serait à la disposition de toute personne appartenant au dème de Lacia qui s'y présenterait, et donné à ses intendants des instructions en conséquence.
La plus grande victoire de Cimon est sa victoire sur la flotte perse à l'embouchure de l'Eurymédon, en 469. Il s'empare d'environ 200 vaisseaux de la flotte ennemie dirigée par Tithraustès (en) puis, ayant débarqué son infanterie, il défait complètement l'armée ennemie dirigée par Phérendates. Ayant appris l'arrivée d'une flotte de renfort, il part à sa recherche et s'empare de tous les navires ennemis. À la suite de cette victoire, avec l'aide de son beau-frère Callias, il impose au roi des Perses Artaxerxès Ier un traité de paix, nommé paix de Callias, qui reconnaît la liberté des Grecs d'Asie Mineure et interdit aux navires perses l'accès à cette région.
La prépondérance d'Athènes et les opérations militaires sans fin lassent certains alliés qui vont jusqu'à la sécession comme Naxos en 470 et Thasos en 465. En 463, après un siège de deux ans, Cimon réduit Thasos. Avec le butin de toutes ses campagnes, notamment grâce à la libération de la Thrace de la domination perse, il récupère des domaines familiaux lui appartenant ainsi que les mines y attenant, ce qui le met à la tête d'une grande fortune. Il peut ainsi exercer une bienfaisance considérable avec le revenu que lui donnent ses terres agricoles et ses entreprises navales. Cette fortune, il s'en sert pour embellir Athènes en achevant les Longs Murs et la citadelle. Il fait aussi construire de grands bâtiments publics. Lors de son retour à Athènes en 463, Cimon est accusé par Périclès et Éphialtès d'avoir été corrompu par le roi de Macédoine, mais il est finalement acquitté.

### Ostracisme et mort

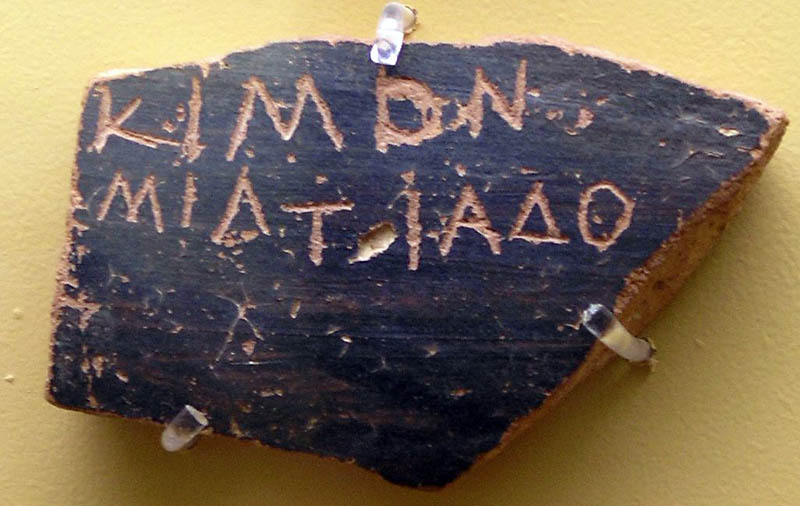
Ostrakon portant le nom de Cimon, fils de Miltiade, 486 ou 461 av. J.-C., musée de l'Agora antique d'Athènes.

En 462, il obtient des Athéniens que lui soit confiée une armée, composée de quatre-mille hommes d'après Hérodote, afin de venir en aide à Sparte, en proie à une révolte des hilotes ; mais Sparte, méfiante à l'égard d'Athènes, refuse son aide. Cet échec contribue à discréditer tous les partisans de Sparte et entraîne la chute de Cimon d'autant que les pouvoirs de l'Aréopage, son principal soutien, ont été réduits par les réformes d'Éphialtès en son absence. À son retour en 461 il réclame l'abrogation des mesures d'Éphialtès mais il est frappé d'ostracisme.
Rappelé vers 451 par Périclès, Cimon dirige une dernière campagne contre les Perses afin de reprendre Chypre, mais l'expédition est un échec. Il meurt vers 450 de maladie ou des suites de ses blessures pendant le siège de Cition.

## Famille

### Mariage et enfants
De son mariage avec Isodiké, fille du noble athénien Euriptòleme, il eut :
- Lacedaimonius, général athénien ;
- Thessalus.

### Sources
- Plutarque, Vies parallèles, Vie de Cimon.
- Hérodote, Histoires, livres VI et VII.